# Elmer Niklander
Elmer Konstantin Niklander (19. ledna 1890 Hausjärvi — 12. listopadu 1942 Helsinky) byl finský atlet, specializující se na hod diskem a vrh koulí, čtyřnásobný olympijský medailista.

## Sportovní kariéra
Startoval celkem na čtyřech olympiádách. V Londýně v roce 1908 v soutěžích koulařů i diskařů nepostoupil do finále. Ve Stockholmu v roce 1912 vybojoval dvě stříbrné medaile: v hodu diskem obouruč a ve vrhu koulí obouruč (v obou disciplínách se sčítaly výkony dosažené levou a pravou rukou). V „jednoručním“ vrhu koulí i hodu diskem obsadil vždy čtvrté místo.
Olympijské zlato vybojoval v Antverpách v roce 1920 v hodu diskem, mezi koulaři získal stříbrnou medaili. Při svém čtvrtém olympijském startu v Paříži obsadil mezi koulaři šesté místo, v soutěži diskařů skončil sedmý.
Kromě uvedených disciplín závodil také v hodu oštěpem a hodu kladivem. Jeho osobní rekord ve vrhu koulí byl 14,86 m, v hodu diskem 47,18 m.